# شاهزاده موریسادا

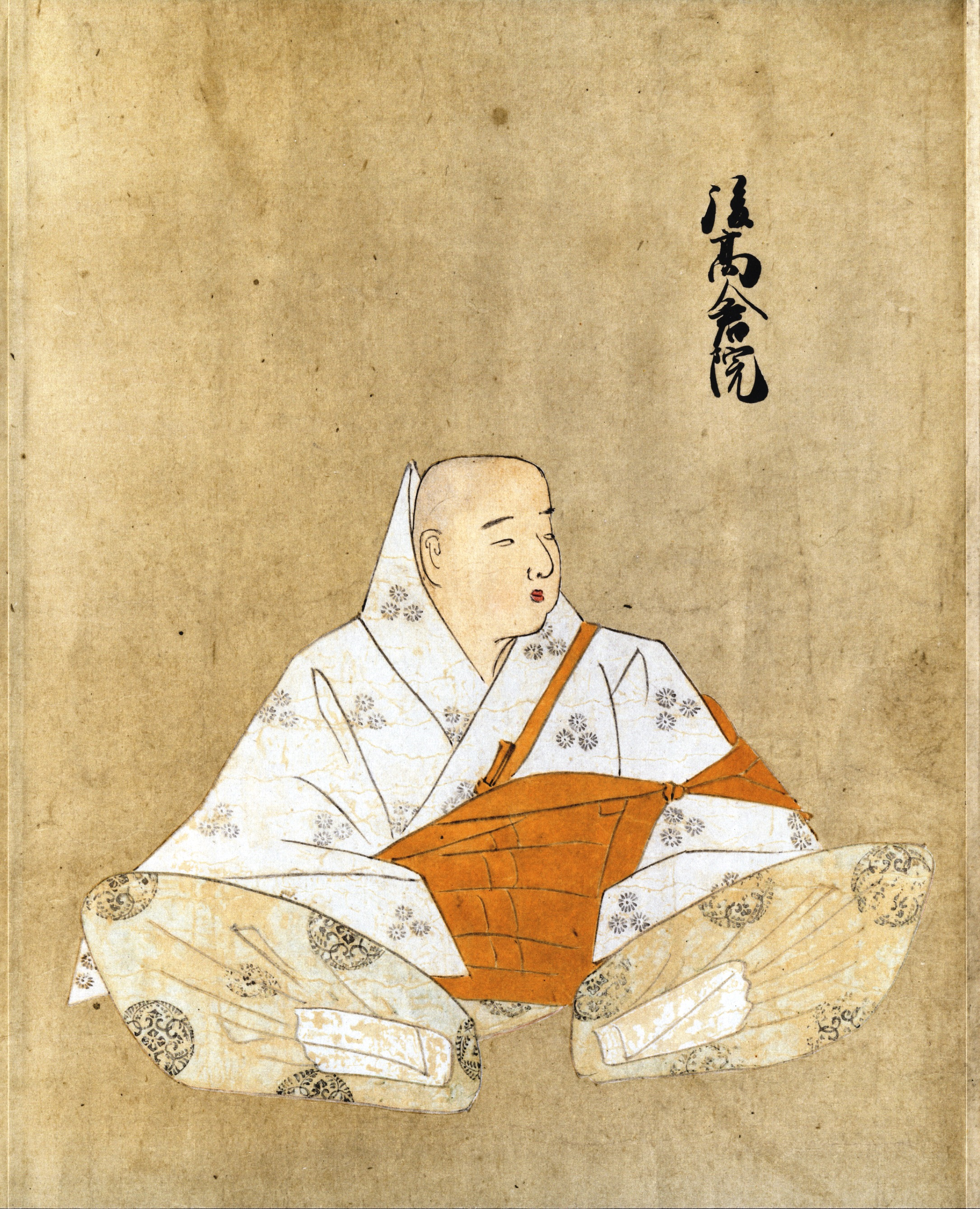

شاهزاده موریسادا (به ژاپنی: 守貞親王もりさだ しんのう) (۱۲۲۳–۱۱۷۹) دومین پسر امپراتور تاکاکورا در اوایل دوره کاماکورا و پدر امپراتور گو-هوریکاوا بود.